# 三柱神社 (富津市)
三柱神社（みはしらじんじゃ）は、千葉県富津市の神社。

## 歴史
719年（養老3年）に創建された。房総開拓の祖神とされる三柱の神々を祀ったものである。「三社大明神」「三所大明神」の別名もある。
本社には、千葉県の有形文化財に指定されている本殿がある。覆堂の中にあり、1670年（寛文10年）の建立された。三間社流造の杮葺の建造物である。現在、平成25年台風第26号で被災し、修理途上のため、見学することはできない。

## 文化財
- 三柱神社本殿（千葉県指定有形文化財 昭和48年3月2日指定）[3]

## 交通アクセス
- 路線バス大師口停留所より徒歩5分。